# Музей американського мистецтва Чарльза Госмера Морзе
Музей американського мистецтва Чарльза Госмера Морзе є музеєм американського мистецтва, розташовано у передмісті Орландо місті Вінтер-Парк (Флорида, США). Містить найповнішу колекцію у світі творів Луї Комфорта Тіффані, велику колекцію американського художнього гончарства й чудові колекції американських картин кінця XIX та початку XX сторіч, графіки та декоративного мистецтва.
Музей був заснований Джаннеттою Джініус Маккін у 1942 році й присвячений її діду, чиказькому промисловцю Чарльзу Госмеру Морзе. Першим директором музею був її чоловік Х'ю МакКін.
Музей первинно розмістився на території містечка коледжу Роллінса. 1955 році у музеї Маккіни організували першу виставку творів Луї Комфорта Тіффані з часу смерті художника у 1933 році.
У 1957 році після пожежі у маєтку Тіффані на Лонг-Айленді у Нью-Йорку, Лорелтон Холлі Маккіни придбали решту колекції, що вцілила від вогню. Серед цих придбань були частини каплиці Тіффані 1893 року для Всесвітньої колумбійської виставки; відзначені нагородами скляні вікна; та основні архітектурні елементи, такі як макова лоджія, що була подарована Метрополітенському музею мистецтва й виставлена у його дворі Чарльза Енглехарта.
У 1978 році музей переїхав у нову будівлю на Іст-Вельборн авеню у Вінтер-Парк. Музей відкрився на своєму теперішньому місці на Парк-авеню у 1995 році з публічною та виставковою площею у 1800 м2.

## Колекція Тіффані
Колекція Тіффані є центральною частиною музею Морзе. Він включає від відзначених нагородами посвинцованих скляних вітражів до скляних ґудзиків; картини та великі зразки його гончарних виробів; прикраси, емалі, мозаїку, акварелі, світильники, меблі та приклади видутого скла Фавриль.
Колекція Тіффані включає реконструйовану каплицю Тіффані, що він створив для Всесвітньої колумбійської виставки у Чикаго у 1893 році, її блискучі кольорові вітражі, мозаїки, візантійсько-романські архітектурні елементи та меблі. Каплиця була повністю зібрана та відкрита у квітні 1999 року для широкої публіки вперше за понад 100 років. Її приблизні розміри: 12 метрів у довжину, 7 метрів у ширину й 7,3 у висоту за найвищою точкою.

У лютому 2011 року музей Морзе відкрив нове крило площею 560 м2 для галереї з заміської садиби Тіффані на Лонг-Айленді, Лаурелтон-Холлі.

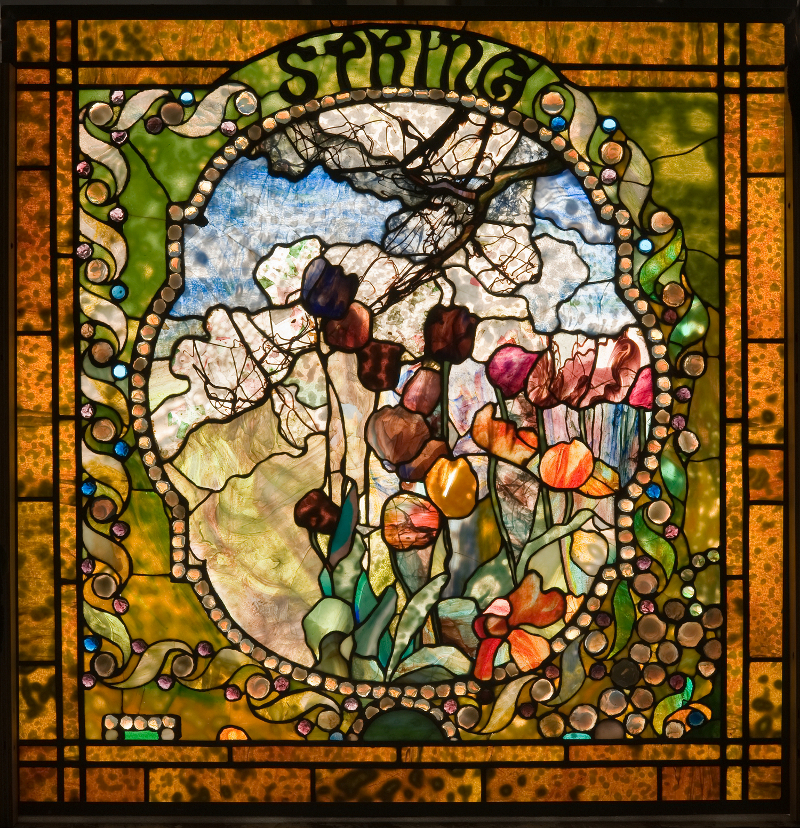
Весняна панель з вікна «Чотири пори року», 1899—1900. Ця панель демонструвалася в будинку Луї Комфорт Тіффані Лорелтон-Холлі на Лонг-Айланді
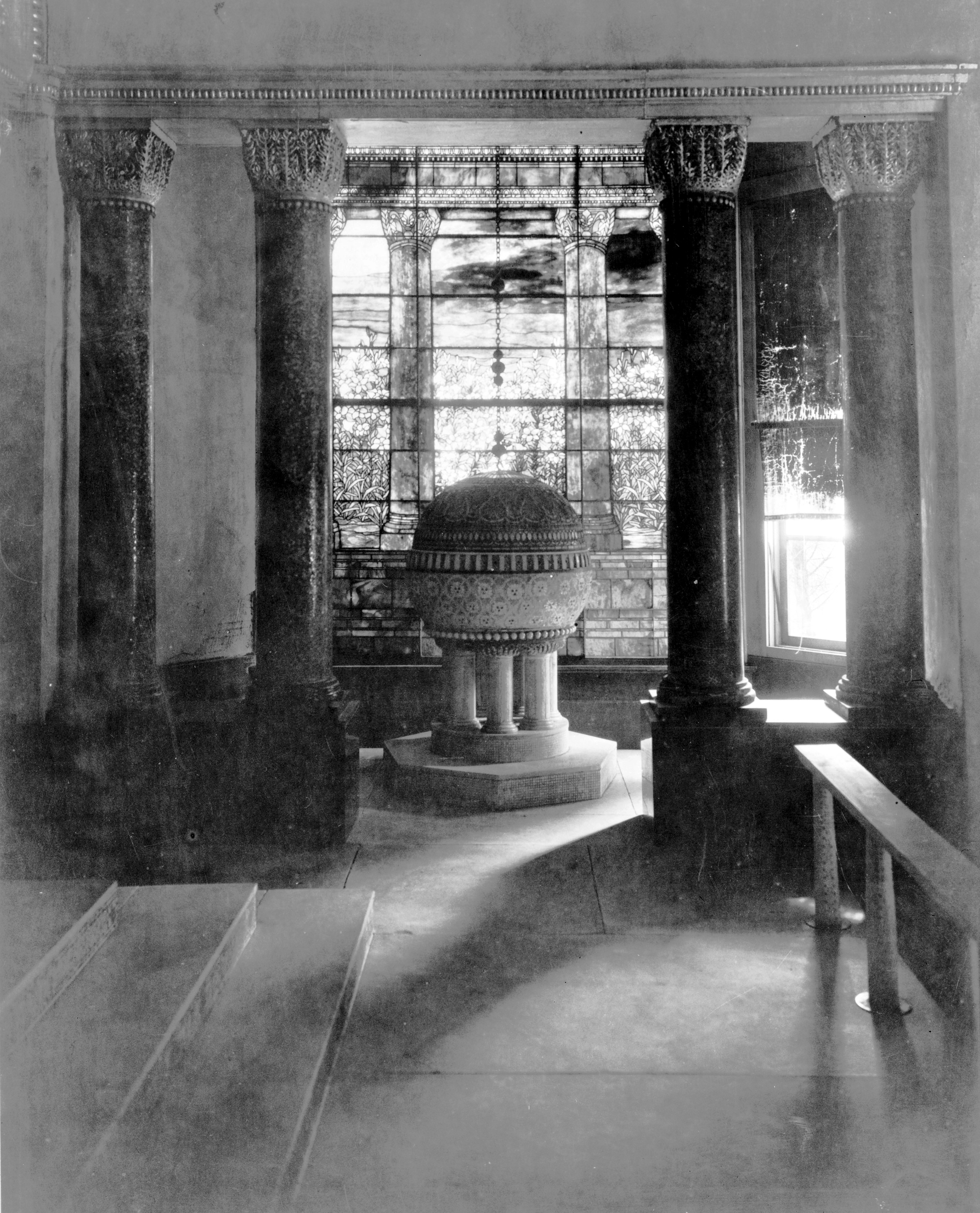
Каплиця Тіффана для Всесвітньої колумбійської виставки у Лаурелтон-Холі, що тепер повністю відтворена у Музеї американського мистецтва
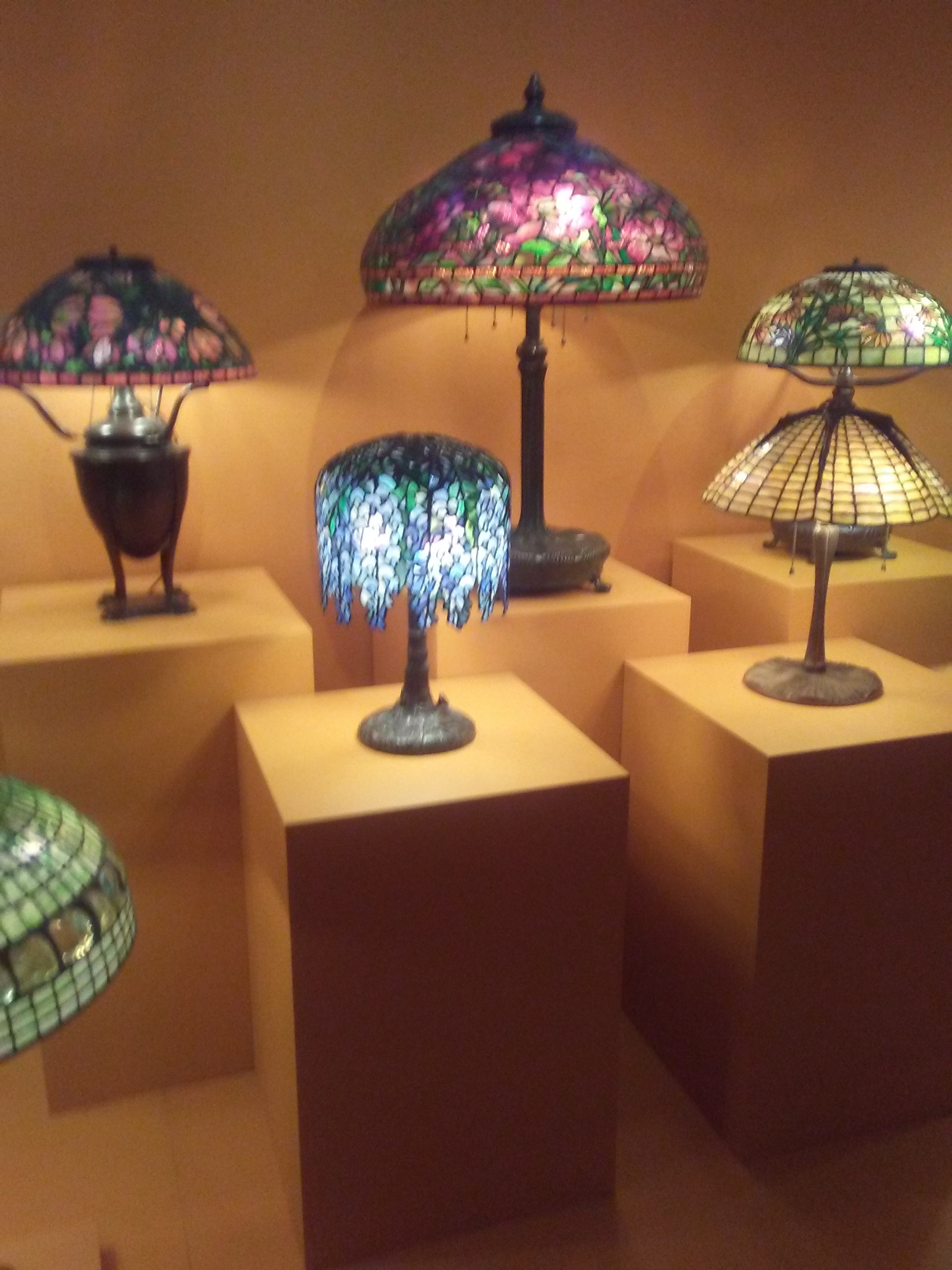
Електричні лампи Тіффані у Музеї американського мистецтва

## Інші колекції

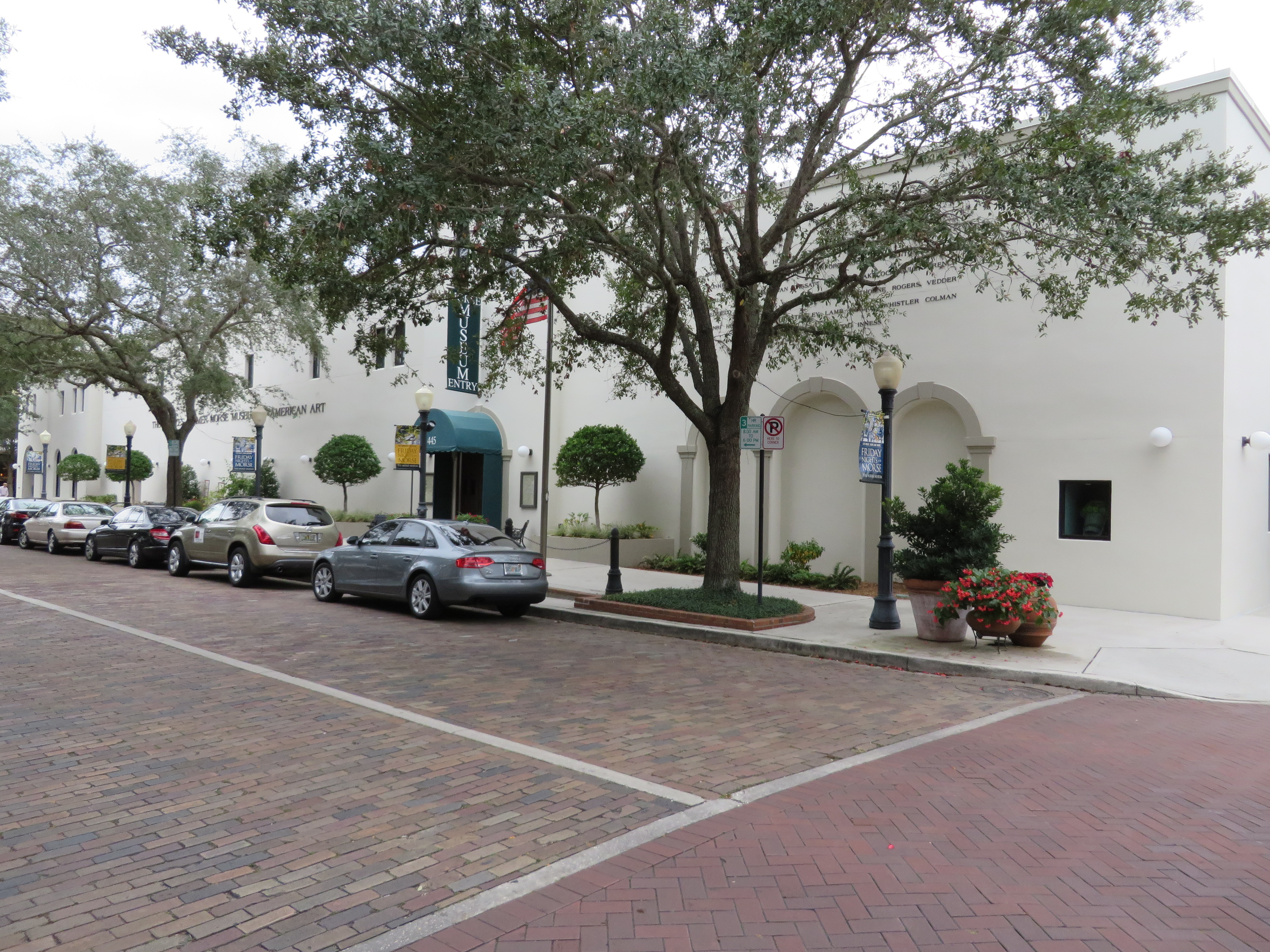
Музей Морзе

Колекція віконного скла містять роботи Вільяма Морріса, Луї Саллівана, Френка Ллойда Райт, Джона Лафаржа та Артура Дж. Неша. Еміля Галле, Рене Лаліка та Пітера Карла Фаберже представлені ювелірними виробами та сріблом. В колекцію меблів входять вироби Еміля Галле, Луї Мажорелла та Густава Стіклі, а також Тіффані.
Музей також містить понад 800 експонатів у своїй колекції американської художньої кераміки 19 сторіччя, у тому числі близько 300 творів Руквуда.
Колекція скульптур включає роботи Томаса Крауфорда, Хірама Пауерса, Даніеля Честера Френча, Джона Роджерса та інших.
У музеї також є гарна колекція американських картин та видруків. Картини включають роботи Семюеля Ф. Б. Морзе (родича Чарльза Госмера Морзе), Томаса Доуті, Джорджа Іннесса, Джона Спінгера Сарджента, Рембрандта Пілі, Сесілії Бо, Мартина Джонсона Хіда, Максфілда Парріша, Артура Б. Девіса, Германа Герцога, Томаса Харта Бентон й Семюеля Колмана. Видруки включають роботи тих же художників, а також Гранта Вуда, Мері Кассат, Пола Сезанна, Чайлда Хассама, Джона Стюарта Керрі та Едварда Хоппера.